# Église Saint-Julien de Petosse
L'église Saint-Julien est une église catholique située à Petosse, en France.

## Localisation
L'église est située dans le département français de la Vendée, sur la commune de Petosse.

## Historique
L'édifice, sorti de terre au XIIe siècle et consolidé aux XIVe et XVIIe siècles, est inscrit au titre des monuments historiques en 1991.